# خطوط فراون‌هوفر

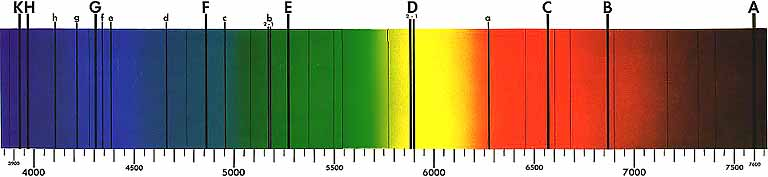

خطوط فراون‌هوفر (به انگلیسی: Fraunhofer lines) به خطوط طیفی جذبی در طیف‌های پیوسته گفته می‌شود. این خطوط اولین بار توسط ویلیام هاید والستن کشف شده و به‌طور سیستماتیک توسط یوزف فون فراون‌هوفر در قرن ۱۹ام برای طیف فراون‌هوفر خورشید معرفی شدند. وی بیش از ۵۷۰ خط را در این طیف شناسایی کرده و آنها را به ترتیب با حروف A تا K مشخص کرد. این خطوط مربوط به عناصر موجود در سطح خورشید هستند.
حال می‌خواهیم شاخص‌های حساسیت خطوط فراون هوفر را بررسی کنیم.

طول موج طیف مرئی ۳۸۰ تا ۷۴۰ نانومتر. نقاط کاهشی در شدت نور، به صورت خطوط تاریک در طول موج‌های فران هوفر دیده می‌شود

اغلب، تشخیص اتمسفر ستاره‌ای به خطوطی نیاز دارد که به یک پارامتر جوی حساس‌تر و به پارامترهای دیگر کمتر حساس باشند. برای انتخاب صحیح چنین خطوطی، پیشنهاد می‌شود که شاخص‌های حساسیت را اعمال کنیم. محاسبه شاخص‌های حساسیت بر اساس استفاده از واکنش کارکرد افسردگی RF (x, λ) می‌باشد. شرح دقیق تکنیک‌های محاسباتی اعلام شده‌است. واکنش کارکرد نرخ تغییر در فرورفتگی خط R(x, λ)=(Ic(x, λ) − Il(x, λ))/Ic(x, y) را در هر نقطه x در جو نسبت به نرخ تغییر پارامتر اتمسفر β، که دچار اختلال محلی Δβ/β می‌شود. اگر واکنش کارکرد RFR,β(x,λ) را با توجه به x یکپارچه کنیم و آن را بر مقدار فرورفتگی ظهور R(λ) تقسیم کنیم، یک کمیت بی بعد IR,β بدست می‌آوریم که یک تغییر در خط مشاهده شده‌است. افسردگی ΔR/R، نسبت به تغییرات محلی Δβ/β رابطه دارد. که آن را نشانگر حساسیت فرورفتگی خط می‌نامیم.
برای ارزیابی کمی حساسیت خط، از نشانگر استفاده خواهیم کرد که تغییر نسبی فرورفتگی خط را برای تغییر ۱٪ پارامتر جوی نشان می‌دهد. اگر پارامتر اتمسفر در ناحیه تشکیل خط ۱٪ افزایش یافته باشد، این شاخص نشان می‌دهد که چگونه جذب خط (در درصد) تغییر کرده‌است. علامت نشانگر + (-) نشان می‌دهد که جذب لین افزایش یافته. برای توصیف حساسیت خط طیفی، کافی است از نشانگرها برای عمق خط مرکزی (IR, β) و برای عرض معادل (IW, β) استفاده کنیم. جالب‌ترین مورد در مسائل آنالیز طیفی، مطالعه حساسیت خط به دما (T)، فشار گاز (Pg) و سرعت میکروتوربولانس (Vmic) است؛ بنابراین، شاخص‌های حساسیت تنها برای این پارامترهای جوی محاسبه می‌شود. محاسبات اندیکاتورها برای خط جذب Fe I و خط Fe II انجام شد. شرط انتخاب خطوط طیفی عدم وجود ترکیب در مشخصات خط است. در طیف خورشیدی، چنین خطوطی به اندازه کافی وجود ندارد. برای شروع، مشخصات خط به سادگی در اطلس طیف خورشیدی مورد بررسی قرار می‌گیرند. علاوه بر این، نیمسازهای این خطوط محاسبه و با میانگین نیمساز گروه داده شده از خطوط مقایسه می‌شود. گروه‌های خط برای پتانسیل‌های تحریک مختلف سطح پایین، عمق خط مرکزی و طول موج خط انتخاب شدند. فهرست خطوط عمداً به هزینه خطوطی با ترکیب ضعیف‌تر برای دریافت حداکثر افزایش یافت خطوط مناسب برای تجزیه و تحلیل ساختار ظریف پروفیل خطوط و در درجه اول برای مطالعه عدم تقارن خطوط. تا حدی، این لیست از خطوط در محدوده λλ ۵۰۵٫۰–۶۶۵٫۰ نانومتر برای مطالعه تغییرات در پارامترهای خط طیفی بالای مناطق فعال استفاده شده‌است. محاسبات شاخص‌های حساسیت با استفاده از کدهای SPANSAT در یک تقریب LTE انجام می‌شود. برای برخی از خطوط مورد استفاده در این مطالعه، اثرات NLTE ممکن است ضروری باشد. به عنوان مثال، عرض و عمق مرکزی خطوط ضعیف Fe I با پتانسیل تحریک کم ۱۰٪ کاهش می‌یابد. به‌طور متوسط، زمانی که انحرافات از LTE در نظر گرفته شود. در محاسبات شاخص‌های حساسیت، ما از جو مدل HOLMU با دمای تحریک بر اساس مشاهدات پروفایل‌های خط Fe I استفاده کردیم؛ بنابراین، اثرات احتمالی NLTE برای خطوط Fe I به روش غیر مستقیم در نظر گرفته می‌شود. مقادیر سرعت میکرو (Vmic) و ماکروتوربولنت (Vmac) که با اختلاف در فتوسفر متفاوت است، گرفته شده‌است. ثابت میرایی واندروالس با ضریب تصحیح ۱٫۳ گرفته شد. قدرت نوسانگر خط و فراوانی آهن خورشیدی با مقایسه بین عمق خط مرکزی محاسبه‌شده و مشاهده‌شده پیدا شد.
وابستگی به قدرت نوسانگر و پتانسیل تحریک کمتر برای نشانگرهای حساسیت اعماق مرکزی خطوط آهن به دما، فشار گاز، سرعت میکروتوربولنت ارائه می‌شود. ارتفاعات شکل‌گیری از تابع مشارکت به فرورفتگی خط محاسبه می‌شود. مشخصات خط - عمق خط مرکزی مشاهده شده R، عرض معادل محاسبه شده W (pm)؛ نشانگرهای حساسیت به دما برای اعماق خط مرکزی IR,T , برای عمق خط در نیم عرض I0.5R,T و برای عرضهای معادلIW,T میانگین ارتفاعات هندسی محلی سازی پاسخ مؤثر به تغییرات دما برای عمق خط مرکزی، HR, T (km)، برای عمق خط در نیم عرض، H0.5R, T (km) و برای عرضهای معادل، HW, T (km) است. حساسیت به درجه حرارت نسبت به سایر پارامترهای جوی تجزیه و تحلیل دقیق شاخص‌های حساسیت به دست آمده برای خطوط آهن و همچنین برای خطوط طیفی از اتم‌های دیگر بالاتر است.
شاخص‌های حساسیت را می‌توان برای تشخیص دما در لایه‌های فتوسفر استفاده کرد. پس مثلاً اگر بخواهیم تغییرات دما ΔT/T را در ناحیه فتوسفر آشفته بدست بیاوریم، باید خطی با حساسیت بالا به دما و با حساسیت کم به فشار و سرعت محاسبه کنیم برای این منظور از وابستگی‌های گرافیکی از شاخص‌های حساسیت به دما، فشار و سرعت استفاده می‌کنیم. ما باید محدودیت‌های واقعی را در نظر بگیریم مقادیر احتمالی نوسانات پارامترهای جوی علاوه بر این، برای خط انتخاب شده ما یک تفاوت نسبی را اندازه‌گیری می‌کنیم در نهایت تغییر نسبی دما ΔT/T را با کمک نسبت ساده ∆T /T = (∆R/R)/IR,T محاسبه می‌کنیم. با این حال، کاربرد توصیف شده از شاخص‌های حساسیت و تشخیص دمای فوتوسفر در همه موارد امکان‌پذیر نیست. دقت ارزیابی تغییرات پارامترهای جوی در فتوسفر آشفته بستگی به مفروضات پذیرفته شده هنگام حل معادلات برای به دست آوردن توابع پاسخ است. مفروضات اصلی عبارتند از: LTE و اغتشاشات پارامترهای جوی که باید کوچک باشد، با توجه به نتایج کاربردهای شاخص‌های حساسیت برای تشخیص دمای فوتوسفر امکان‌پذیر است هنگامی که تغییرات مشاهده شده در عمق خط مرکزی ∆R انجام می‌شود از R/2 تجاوز نکند. لازم است ذکر شود که شاخص‌های حساسیت کمتر برای تشخیص فشار و میکروتوربولانس مناسب هستند. حساسیت به سرعت میکروتوربولنت با اشباع خطوط قوی مرتبط است. در این مورد، دمای تحریک و اثرات NLTE ممکن است بر دقت برآورد حساسیت مشخصات خط به میکروتوربولانس تأثیر بگذارد. علاوه بر این، شیب نوسانات دما که در محاسبات در نظر گرفته نمی‌شود، ممکن است خطاهای اضافی ایجاد کند، زیرا حساسیت دمایی خطوط به مراتب بیشتر از سایرین است. با این وجود، تخمین‌های تقریبی از نوسانات فشار و ریزتوربولانس زمانی به دست می‌آید که در نظر گرفته شود که عرض مؤثر مناطق تشکیل اعماق مرکزی خطوط آهن مورد استفاده زیاد قرار نمی‌گیرد. شاخص‌های حساسیت را می‌توان برای ارزیابی خطاهای احتمالی به دلیل دقت پایین پارامترهای جوی مدل نیز به کار برد؛ بنابراین، به عنوان مثال، هنگام تعیین فراوانی عناصر شیمیایی، خطا در دمای اتخاذ شده باعث خطاهای بسیار بزرگتر از اثرات NLTE یا خطاهای سرعت و ثابت میرایی می‌شود. چنین ارزیابی‌هایی برای تعیین فراوانی عناصر شیمیایی در اتمسفر ستاره‌ای که مدل‌ها دقت کمتری دارند، اهمیت زیادی دارد.
می‌توان نتایج زیر را از محاسبات شاخص‌های حساسیت بدست آوریم:
۱. خطوط فوتوسفر Fe I بیشترین پاسخ را به تغییرات دما دارند. حتی نوسانات دمایی جزئی در حد ۱٪ را می‌توان با کمک پاسخگوترین خطوط اندازه‌گیری کرد. حساسیت به دما تقریباً ۱۰ برابر بیشتر از سایر پارامترهای جوی است.
۲. شاخص‌های حساسیت ارائه شده ممکن است برای تجزیه و تحلیل سریع و آسان بزرگی‌های پاسخ فرورفتگی خط به شرایط فیزیکی در جو خورشید بسیار ارزشمند باشد. تخمین حساسیت خط به فشار و ریزتوربولانس نسبت به دما دقت کمتری دارد. تشخیص در لایه‌های فتوسفر و همچنین برای انتخاب خطی با حساسیت دمایی غالب یا گروهی از خطوط با حساسیت دمایی یکسان است. این گروه اغلب برای تجزیه و تحلیل طیفی دقیق تر از جو خورشیدی و ستاره ای مورد نیاز است.